# Marek (Alric)
Marek, imię świeckie Marc Alric (ur. 11 maja 1958 w Paryżu) – biskup Rumuńskiego Kościoła Prawosławnego, od 2005 wikariusz archieparchii Europy Zachodniej z tytułem biskupa Neamt. 

## Życiorys
Święcenia diakonatu przyjął 9 września 1992, a prezbiteratu 20 sierpnia 1994. Chirotonię biskupią otrzymał 7 maja 2005.